# Medice, cura te ipsum

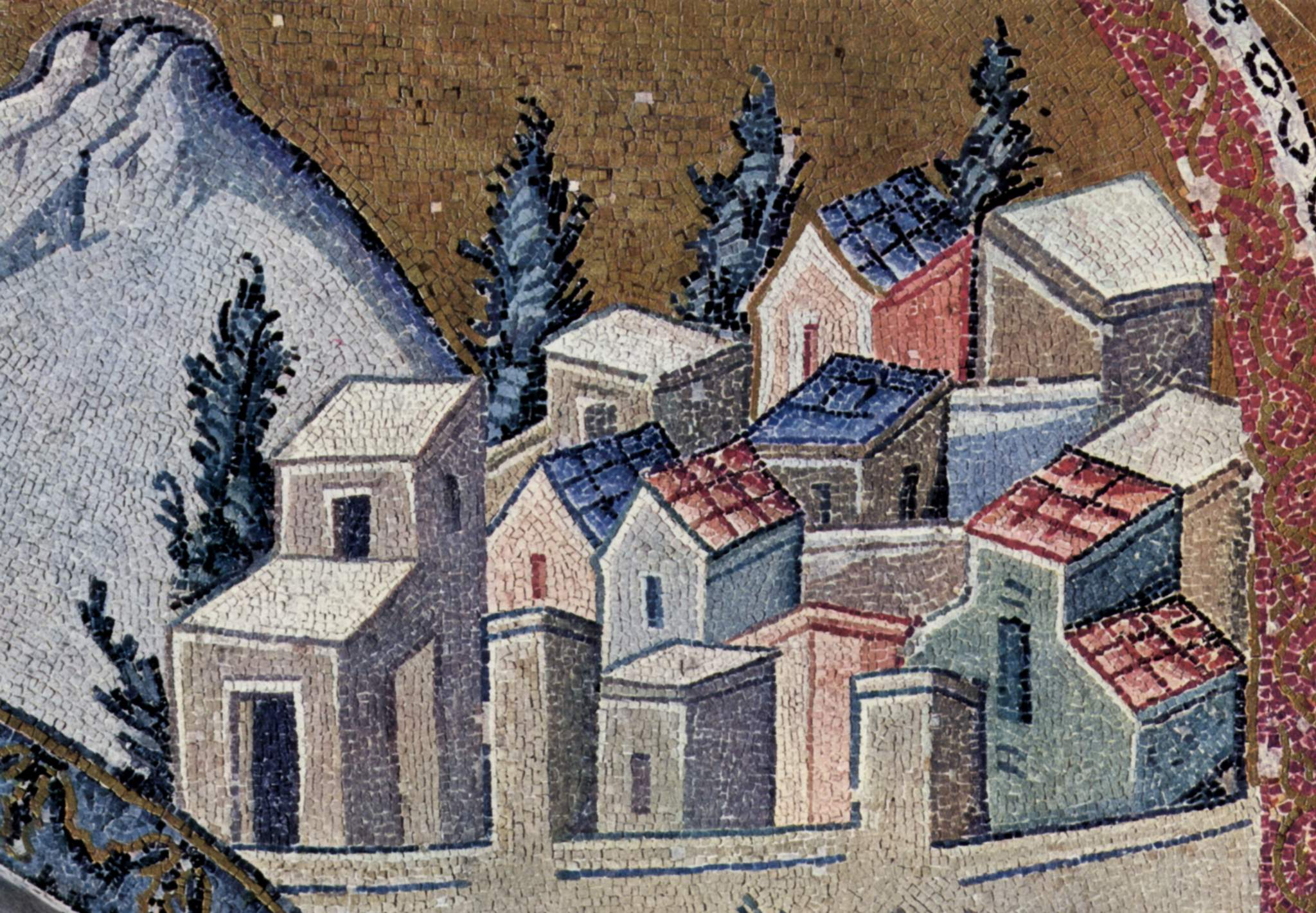
Nazareth, mosaïque byzantine (v. 1320), église Saint-Sauveur-in-Chora, Istanbul.

Medice, cura te ipsum (« Médecin, guéris-toi toi-même ») est une expression latine du Nouveau Testament également présente dans les commentaires de l'Ancien Testament.

## Histoire
Medice, cura te ipsum est la traduction en latin par la Vulgate d'un passage de l'Évangile selon Luc (Lc 4:23) originellement écrit en grec : Ἰατρέ, θεράπευσον σεαυτόν (Iatre, therapeuson seauton).

« Jésus leur dit : Sans doute vous m’appliquerez ce proverbe : Médecin, guéris-toi toi-même ; et vous me direz : Fais ici, dans ta patrie, tout ce que nous avons appris que tu as fait à Capernaüm. »

## Exégèse
Cette phrase et son contexte ne figurent pas dans les trois autres évangiles canoniques : elle appartient au Sondergut lucanien.
Dans ce chapitre 4, Jésus se rend à Nazareth (16-30), dès le début de son ministère, avant de continuer par Capharnaüm (31-32) et d'accomplir des miracles.

## Origines
Des proverbes similaires apparaissent dans la littérature midrashique, par exemple : « Médecin, médecin, guéris-toi ! » (en araméen : אסיא אסי חיגרתך) dans Bereshit Rabba, 23:4.